# Piatigórskaya
Piatigórskaya (del ruso: Пятигорская) es una stanitsa del ókrug urbano de Goriachi Kliuch del krai de Krasnodar, en las estribaciones noroccidentales del Cáucaso, en Rusia. Está situada en la desembocadura del río Kaverze, en el Psékups, afluente del Kubán, 10 km al suroeste de Goriachi Kliuch, y 48 km al sur de Krasnodar. Tenía una población en 2010 de 1 040 habitantes
Pertenece al municipio Bezymiannoye.

## Historia
A principios del siglo XX era denominada seló Piatigórskoye

## Transporte
Por la localidad pasa la carretera federal M4 Don Moscú-Novorosíisk.